# Alex Smith (cestista)
Desmond Alexis Smith Sanders, detto Alex (Greenville, 24 novembre 1986), è un ex cestista statunitense naturalizzato panamense, professionista nella NBDL.

## Carriera
Con Panama ha disputato due edizioni dei Campionati americani (2007, 2011).